# Bălăcița
Bălăcița é uma comuna romena localizada no distrito de Mehedinți, na região de Oltênia. A comuna possui uma área de 98.95 km² e sua população era de 3254 habitantes segundo o censo de 2007.